# Luchthaven Eilat

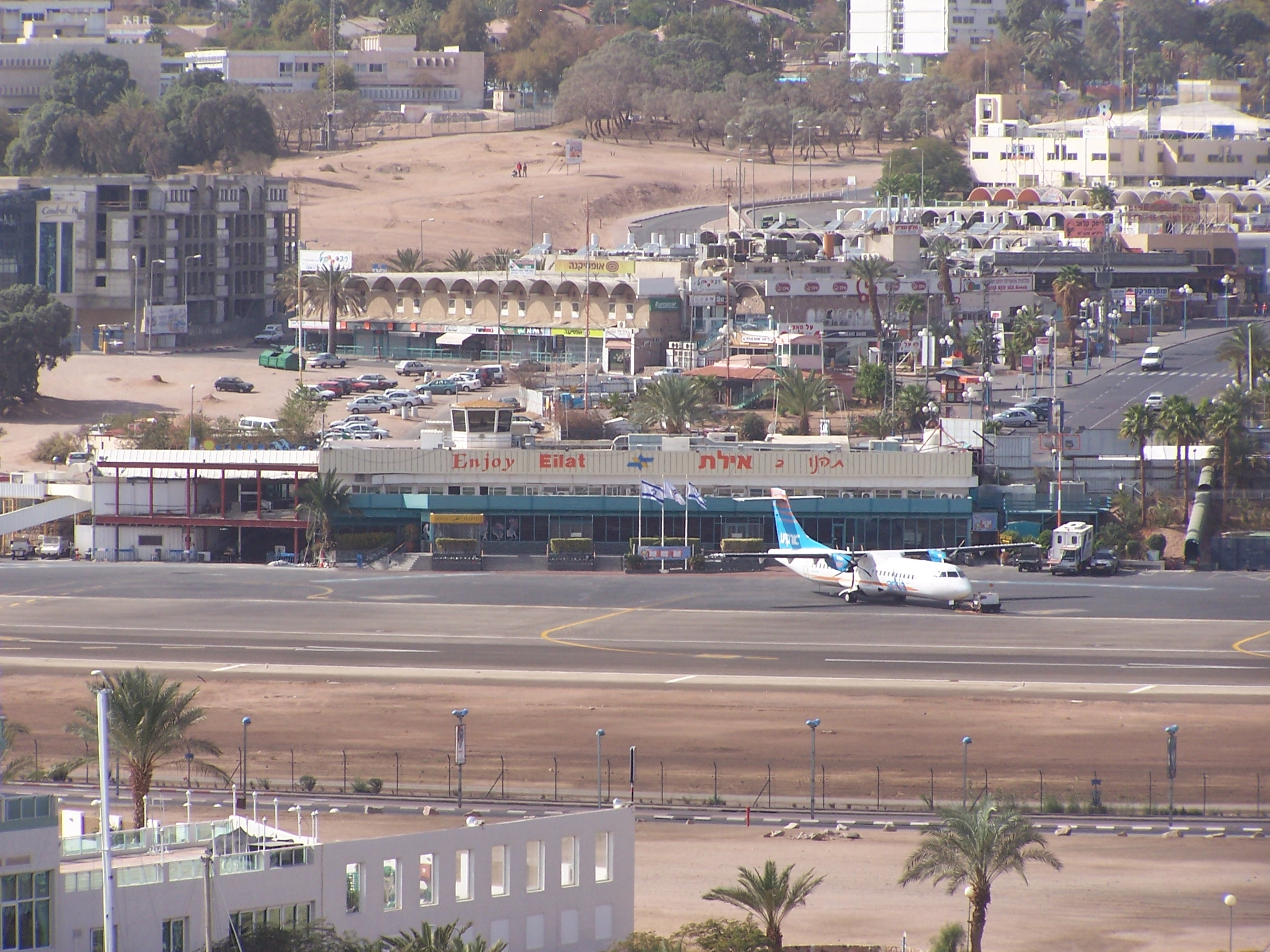
De terminal van Luchthaven Eilat met een deel van de landingsbaan

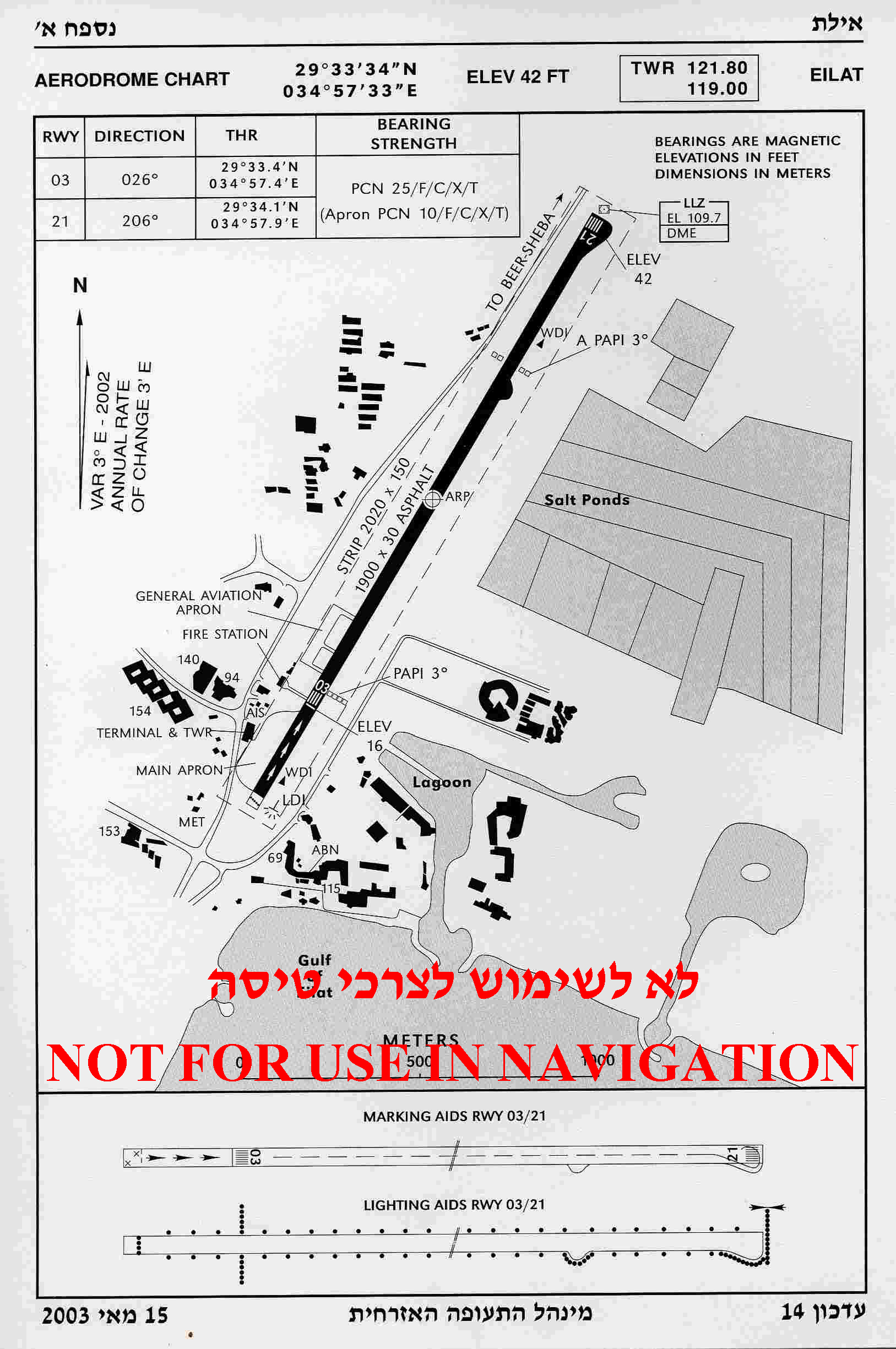
Kaart van de luchthaven

Luchthaven Eilat (IATA: ETH, ICAO: LLET), Engels: Eilat Airport, ook wel J. Hozman Airport genoemd, Hebreeuws: שְׂדֵה הַתְּעוּפָה אֵילַת - Namal HaTe'ufa Eilat, is een Israëlisch vliegveld in de aan de Golf van Eilat gelegen havenstad Eilat in het uiterste zuiden van het land. De luchthaven beschikt over één tamelijk korte startbaan en verdeelt de stad in twee stukken: aan de ene kant het toeristische gedeelte en aan de andere zijde de woonwijken.
Het vliegveld wordt nog tot en met maart 2019 gebruikt voor binnenlandse burgerluchtvaartvluchten op Haifa en Tel Aviv alsook enige buitenlandse vluchten die geschikt zijn voor de korte landingsbaan. De meeste buitenlandse vluchten wijken uit naar de noordelijker gelegen Luchthaven Ovda en, vanaf september 2019, Luchthaven Ramon.
In 2010 vonden er 18.593 vluchten plaats en in 2011 bedroeg het aantal passagiers 1,4 miljoen.

## Israëlische luchtvaartmaatschappijen
De volgende twee Israëlische luchtvaartmaatschappijen vliegen op Luchthaven Eilat:
- Arkia Israeli Airlines met bestemmingen Luchthaven Haifa, Luchthaven Ben-Gurion en Luchthaven Sde Dov
- Israir Airlines met dezelfde bestemmingen

## Geschiedenis en toekomst
Luchthaven Eilat werd na de Israëlische Onafhankelijkheidsoorlog in 1949 door de Israëlische luchtmacht opgericht. Na enige jaren werd er ook begonnen met burgerluchtvaartvluchten. In het in 1994 gesloten vredesverdrag met Jordanië stond aangegeven dat de luchtvaartactiviteiten zouden worden overgeheveld naar de nabij gelegen Jordaanse Luchthaven Aqaba maar daar is nooit iets van terechtgekomen. In 2011 besloot de Israëlische regering tot de bouw van Luchthaven Ramon. Dit vliegveld neemt sinds 2019 alle commerciële vluchten van zowel Luchthaven Eilat als Luchthaven Ovda over.